# William C. Preston
Willam Campbell Preston, född 27 december 1794 i Philadelphia, Pennsylvania, död 22 maj 1860 i Columbia, South Carolina, var en amerikansk politiker. Han representerade delstaten South Carolina i USA:s senat 1833-1842. Han bytte år 1837 parti från Nullifier Party till Whigs.
Preston utexaminerades år 1812 från South Carolina College (numera University of South Carolina). Han studerade sedan juridik vid Edinburghs universitet. Han inledde 1820 sin karriär som advokat i Virginia. Han flyttade 1822 tillbaka till South Carolina.
Senator Stephen Decatur Miller avgick 1833 och efterträddes av Preston. Miller och Preston hörde båda till Nullifier Party som ansåg att delstaten South Carolina kunde välja att ogiltigförklara sådana federala lagar vilka ansågs vara i strid mot delstatens konstitution. Partiet blev kortlivat och Preston omvaldes 1837 som whig. Han avgick 1842 och efterträddes av demokraten George McDuffie.
Preston var rektor vid South Carolina College 1845-1849. Han gravsattes på Trinity Episcopal Churchyard i Columbia.